# Impacto (canción de Enjambre)
«Impacto» es una canción grabada por la banda mexicana de rock contemporáneo Enjambre. La canción fue escrita por el vocalista de la banda Luis Humberto Navejas y producida por el también tecladista Julián Navejas. Fue lanzada a través de Universal Music México, el 8 de diciembre de 2009 como el cuarto y último sencillo de su segundo álbum de estudio El segundo es felino. Una segunda versión se grabó junto a la cantante de Hello Seahorse!, Lo Blondo.

## Video musical
El vídeo musical oficial de «Impacto»  grabado junto a Lo Blondo, fue lanzado en diciembre de 2009 en la plataforma digital YouTube con la ayuda de la productora The Space Farm y dirigido por Diego Robleda. El videoclip ha recibido más de 22 millones de vistas desde su publicación.

## Lista de canciones

### Descarga digital
| Impacto — Sencillo |           |          |  |
| N.º                | Título    | Duración |  |
| 1.                 | «Impacto» | 3:58     |  |